# Джин Рис
Джин Рис (англ. Jean Rhys), имя при рождении — Элла Гвендолин Рис-Уильямс (англ. Ella Gwendolen Rees Williams); 21 августа 1890, Розо, Доминика — 14 мая 1979, Эксетер, гр. Девон, Великобритания) — вест-индская и английская писательница, романистка и эссеистка.

## Биография
Элла Гвендолин Рис-Уильямс родилась 21 августа 1890 года на острове Доминика в многодетной семье. Отец, Уильям Рис-Уильямс — врач, выходец из Уэльса, мать, Минна Рис-Уильямс — креолка шотландского происхождения. Ещё в детстве Элла приобщилась к чтению. До 1907 года посещала католическую школу, где на её литературные вкусы оказала влияние монахиня, приехавшая из Англии. Рис позже с благодарностью вспоминала свою учительницу: «Своей любовью к слову, красоте слова, я целиком обязана её урокам, её незабываемой, тонкой, полуиронической манере». В шестнадцать лет вместе с тётей переехала в Англию, где училась в женской гимназии в Кембридже (1907—1908) и в Лондонской королевской школе драматического искусства (1909). После смерти отца в 1910 году была вынуждена зарабатывать на жизнь, позировала художникам. В годы Первой мировой войны добровольцем служила в солдатской столовой.
В 1919 году в Лондоне вышла замуж за нидерландского писателя и журналиста Жана Ленгле (1889—1961), для которого это был третий брак, причём со второй женой он развёлся только через восемь лет после брака с третьей. С ним Рис вернулась из Лондона в Париж, где Ленгле, благодаря своему обаянию, сумел устроиться на работу секретарём японской делегации, надзиравшей за разоружением Австрии (недавно закончилась Первая мировая война, в которой Япония сражалась против Австрии и Германии на стороне России, Англии и Франции). В Вене Ленгле вёл роскошный образ жизни и спекулировал средствами, заимствованными из бюджета делегации, в надежде удачно вложить их и своевременно вернуть, но это не удалось. Когда обман раскрылся, Ленгле с супругой в 1922 году были вынуждены бежать из Австрии и возвратиться в Париж. В Париже Джин Рис познакомилась с английским писателем, поэтом и литературным критиком Фордом Мэдоксом Фордом, который поддержал её в стремлении стать писательницей, и начала писать рассказы. В 1923 (по другим данным, в 1924 году) Ленгле был арестован во Франции за незаконное пересечение французской границы и валютные махинации в Вене. После не слишком долгого тюремного заключения Ленгле в 1925 году был депортирован из Франции на родину — в Нидерланды.
В браке у Рис и Ленгле родился сын (1920), умерший в младенчестве, и дочь Мэривонн (Maryvonne; род. 1922), умершая молодой. Брак Ленгле и Рис был официально расторгнут в 1933 году. После этого Ленгле был женат ещё дважды: на голландской писательнице и на польской графине, в годы Второй мировой войны был участником Нидерландского Сопротивления и узником нацистских концлагерей. После Второй мировой войны Джин Рис проживала в Англии, причём о её существовании забыли в литературных кругах, было даже распространено мнение, что она умерла. Из забвения Рис вывели журналисты. Для её поисков было помещено объявление, на которое, по легенде, она отреагировала сама. По поводу возрождения интереса к её личности писательница иронически заметила: «Я совершила бестактность, оказавшись живой». После возвращения на публичную сцену, Рис напечатала несколько произведений, которые ещё более упрочили её литературную репутацию. В мае 1979 года она была удостоена ордена Британской Империи.
Скончалась Джин Рис 14 мая 1979 года в возрасте 88 лет.

## Творчество
Действие многих произведений Рис происходит в Париже. Первая книга её рассказов «Левый берег: очерки и зарисовки современной парижской богемы» была опубликована в 1927, за ней последовали несколько романов (дебютный роман «Позы» (Postures), «Путешествие во тьме» (1934) и др.).
В 1939—1957 годах, когда Рис отсутствовала на публичной сцене, она создала свой шедевр — роман «Широкое Саргассово море», или «Безбрежное Саргассово море» («Wide Sargasso Sea»; в русском переводе — «Антуанетта»). Этот роман представляет собой приквел популярного романа английской писательницы XIX века Шарлотты Бронте «Джейн Эйр» (1847), в котором изложена история первой супруги мистера Рочестера — креолки Антуанетты Косуэй (известной в «Джейн Эйр» как Берта Мейсон).
Этот роман Рис был экранизирован дважды:
- 1993: «Безбрежное Саргассово море». Режиссёр: Джон Дайган. В ролях: Берта-Антуанетта — Карина Ломбард, Эдвард Рочестер — Натаниель Паркер.
- 2006: «Широкое Саргассово море». Режиссёр: Брендан Махер. В ролях: Берта-Антуанетта — Ребекка Холл, Эдвард Рочестер — Рэйф Сполл.

В 1967 году был издан сборник ранних рассказов Рис «Тигры более привлекательны» («Tigers Are Better-Looking»), представлявший собой переработанную версию сборника «Левый берег».
В 1979 году, практически сразу после кончины Рис, была опубликована её неоконченная автобиографическая книга «Улыбнитесь, пожалуйста» («Smile Please: An Unfinished Autobiography»).

## Отзывы и критика
Современник писательницы, поэт и литературный критик Альфред Альварес на страницах The New York Times Book Review писал, что Джин Рис является «самым талантливым романистом наших дней в Англии». Произведения Рис представляют собой сплав «высокой проницательности эмоций с высоким стилем».
Критики отмечают лаконичный, «мужской», «жёсткий» стиль письма Рис, сравнивая её в этом отношении с Эрнестом Хэмингуэем.
Российский филолог Наталья Рейнгольд так отзывалась о литературных качествах романистки:

«Западные критики в один голос говорят о перфекционизме Рис, — о мастерстве писательницы, настолько требовательной к себе, что она готова была годами терзаться угрызениями совести из-за двух лишних слов, не вычеркнутых из рукописи при подготовке к публикации. Последнее — не анекдот, а реальный случай из издательской практики. Среди современных англоязычных романистов Джин Рис слывет эталоном абсолютного писательского слуха: у неё нет, говорят, ни одного неверно „взятого“ слова. Как в музыке.»— Н. И. Рейнгольд. Джин Рис. Путешествие во тьме.
В 2000 году американский критик Джой Кастро писала о внимании публики к творчеству писательницы:

«Все произведения Рис постоянно издаются, интерес критиков к её творчеству неуклонно растёт. Библиография Ассоциации современных языков, надёжный индикатор академического интереса, включает более 300 публикаций, посвящённых Джин Рис — при этом более двух третей из них появились после 1985 года.»— Цитируется по: О. Г. Сидорова. Современная литература Великобритании и контакты культур. Перечитывая Шарлотту Бронте («Джен Эйр» Ш. Бронте и «Широкое Саргассово море» Дж. Рис).

## Произведения
- The Left Bank and Other Stories (1927)
- Postures (1928, в 1929 переизд. под назв. Квартет)
- After Leaving Mr. Mackenzie (1931)
- Voyage in the Dark (1934)
- Good Morning, Midnight (1939)
- Wide Sargasso Sea (1966) (в русском переводе Антуанетта)
- Tigers Are Better-Looking (1968)
- My Day: Three Pieces (1975)
- Sleep It Off Lady (1976)
- Smile Please: An Unfinished Autobiography (1979)
- Jean Rhys Letters 1931—1966 (1984)
- Early Novels (1984)
- The Complete Novels (1985)
- Tales of the Wide Caribbean (1985)
- The Collected Short Stories (1987)

## Издания на русском языке
- Антуанетта: Романы: Пер. с англ. — Москва: ННН, 1996. — 478,[1] с.; 21 см. — (Запретный плод).; ISBN 5-87927-034-3
- Путешествие во тьме: роман / пер. [с англ.] Е. Нарышкиной. — Москва: Б.С.Г.-ПРЕСС, 2005. — 253, [2] с., [8] л. ил., портр.; 20 см. — (Post Factum).; ISBN 5-93381-203-X
- Джин Рис. Да кто знает, что там, в этой мансарде (на русском и английском языке) // «Англия». — 1977. — № 04 (64). — С. 90—104.